# Лозенец (квартал на Стара Загора)
Вижте пояснителната страница за други значения на Лозенец.
Лозенец е квартал в северозападната част на Стара Загора, разположен в подножието на парк Аязмото. Надморската му височина варира от 280 м. до 380 м. Населението на квартала се състои предимно от цигани, като по официална регистрация в квартала живеят 5000 души, а по неофициални данни – около 30 000 души. В квартала са разположени 2 учебни заведения (12 ОУ „Стефан Караджа“ и СОУ „Христо Смирненски“).

## Църкви
- Няколко протестанстки общности, които са част от Обединени евангелски църкви.
- Католически храм „Дева Мария – Помощница на християните“ и спортно-образователен център (в строеж).